# Снагость (село)
Сна́гость — село в Кореневском районе Курской области. Административный центр Снагостского сельсовета.

## География
Село расположено на правом берегу реки Снагости напротив мест впадения в неё рек Мужицы и Бляховца. Находится в 9 км от российско-украинской границы, в 102 км к юго-западу от Курска, в 10,5 км южнее районного центра — посёлка городского типа Коренево.
Улицы
В селе улицы: Базарная, Дуровка, Зелёная, Калоша, Красная, Красный Хутор, Молодёжная, Прилипка, Репяховка, Староселье, Сухая, Хутор Ворошилова.
Климат
Снагость, как и весь район, расположен в поясе умеренно континентального климата с тёплым летом и относительно тёплой зимой (Dfb в классификации Кёппена).
| Показатель                                                                   | Янв. | Фев. | Март | Апр. | Май  | Июнь | Июль | Авг. | Сен. | Окт. | Нояб. | Дек. | Год  |
| ---------------------------------------------------------------------------- | ---- | ---- | ---- | ---- | ---- | ---- | ---- | ---- | ---- | ---- | ----- | ---- | ---- |
| Средний суточный максимум, °C                                                | −3,4 | −2,3 | 3,8  | 13,6 | 19,9 | 23,1 | 25,5 | 25   | 18,6 | 11,1 | 4     | −0,6 | 11,5 |
| Средняя температура, °C                                                      | −5,5 | −4,9 | 0,1  | 8,8  | 15,2 | 18,8 | 21,2 | 20,3 | 14,4 | 7,7  | 1,8   | −2,6 | 7,9  |
| Средний суточный минимум, °C                                                 | −7,9 | −8,1 | −4,1 | 3,3  | 9,5  | 13,4 | 16,1 | 15,2 | 10,1 | 4,3  | −0,5  | −4,8 | 3,9  |
| Норма осадков, мм                                                            | 50   | 43   | 49   | 49   | 62   | 70   | 77   | 51   | 56   | 55   | 46    | 48   | 656  |
| Источник: Погода по месяцам c ru.climate-data.org(дата обращения: Июль 2021) |      |      |      |      |      |      |      |      |      |      |       |      |      |

## История
В начале XX века село входило в Рыльский уезд Курской губернии, население составляло около 3,3 тысяч человек, в селе имелось 2 школы.
В августе 2024 года село было оккупировано ВСУ в ходе боёв в Курской области. 13 сентября 2024 года освобождено ВС РФ.

## Население
| 2002 | 2010 |
| ---- | ---- |
| 672  | ↘494 |

Национальный состав: русские — 94 %, украинцы — 4 %.

## Инфраструктура
Личное подсобное хозяйство. Средняя школа. Врачебная амбулатория. В селе 366 домов.

## Транспорт
Снагость находится в 10 км от автодороги регионального значения 38К-030 (Рыльск — Коренево — Суджа), на автодорогах 38К-006 (Коренево — Троицкое) и 38К-007 (38К-006 — Комаровка — Глушково), на автодорогах межмуниципального значения 38Н-159 (38К-006 — Краснооктябрьское) и 38Н-160 (38К-006 — Любимовка — 38К-030 с подъездом к с. Обуховка), в 3 км от ближайшего ж/д остановочного пункта Гапоново (линия 322 км — Льгов I). Остановка общественного транспорта.
В 141 км от аэропорта имени В. Г. Шухова (недалеко от Белгорода).